# Nicolas-Joseph Cugnot

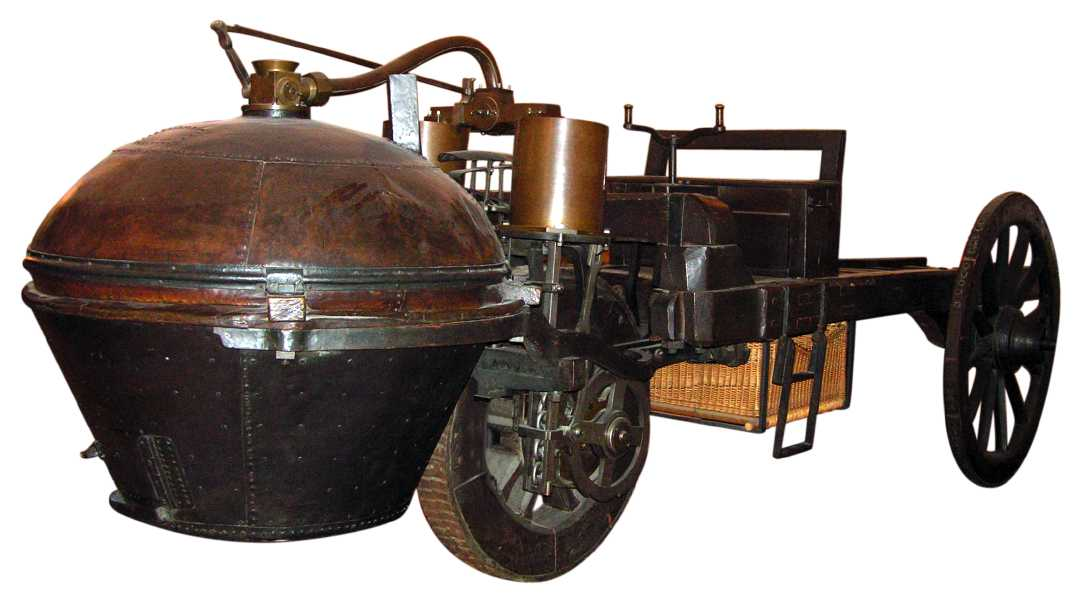
Nicholas Cugnot Gőzkocsija

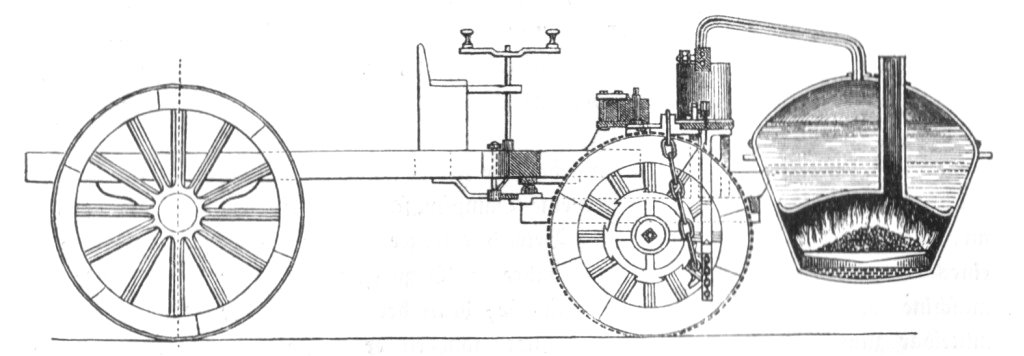
Nicholas Cugnot gőzkocsija a "Fardier" (metszetrajz)

Nicholas-Joseph Cugnot (vagy Nicolas Cugnot) (Void, Lotaringia, 1725. szeptember 25. – Párizs, 1804. október 2.) francia tüzértiszt, mérnök és feltaláló, aki elkészítette az egyik első önjáró, gőzgéppel hajtott kocsit.

## Találmánya
1763-ban elhagyta a hadsereget, és találmányain dolgozott. 1769-ben megépítette a nehéztüzérség számára tervezett gőzkocsi prototípusát. Találmányát anyagilag támogatta a francia hadügyminisztérium. 1770-ben készült el a háromkerekű, fából készült, robusztus szerkezet eredeti méretben. Első kereke elé függesztették fel a két függőleges és egyszeres gőznyomással működő gőzhengert. Első útján baleset történt: a fékek nem működtek, a kocsi falba ütközött.
A dugattyúk egyenes vonalú mozgását ún. kilincsművel alakították át forgó mozgássá.
Sajnos a gőzgép teljesítménye kicsinek bizonyult, mert a jármű terhelt állapotban kis sebességgel, mintegy 3–4,5 km/h sebességgel tudott haladni, és a kis kazán miatt 12–15 percenként gőzfejlesztés miatt meg kellett állni. A kocsit az első kerekek fölé helyezett vízkazán nagy súlya miatt csak nehezen lehetett irányítani, és első próbaútján a kaszárnya falának ütközött. A gőzkocsi ma a párizsi Műszaki Múzeum gyűjteményében található. Cugnot gőzkocsija – mint a világ első működő gőzüzemű járműje – a gőzmozdony és az automobil közös ősének tekinthető.